# Реостатно-контакторна система керування
Реостатно-контакторна система керування (скор. РКСК) — комплекс електромеханічного обладнання, призначеного для регулювання струму в обмотках коллекторних тягових електродвигунів (ТЕД) рухомого складу метрополітену, трамваю, тролейбусу та залізниць.

## Принцип дії
Існують три методи керування колекторним електродвигуном — зміна напруги на якорі, зміна опору кола якоря, зміна потоку збудження. Зазвичай на рухомому складі використовуються два, іноді три способи.
Маючи кілька двигунів, можна регулювати напругу на них, змінюючи схему з'єднання. Якщо при напрузі в контактній мережі 1 кіловольт з'єднати два двигуни послідовно, то на кожен доведеться по 500 вольт, якщо ж паралельно, то напруга подвоїться і складе 1 кВ, отже, подвоїться і швидкість транспортного засобу. Такий метод економічно обґрунтований (не використовується ніяких додаткових апаратів, крім контакторів, які виконують переключення) і тому застосовується в основному на електровозах, де встановлено багато потужних двигунів. Наприклад, на електровозі ЧС7, призначеному для роботи на лініях, електрифікованих за системою з напругою 3 кВ, встановлено 8 тягових двигунів на номінальну напругу 1,5 кВ кожен. Можливі три схеми їхнього з'єднання:
- Послідовне з'єднання — всі вісім двигунів послідовно, напруга на кожному становить 3000/8 = 375 В;
- Послідовно-паралельне (воно ж серієсний-паралельне, лат. series — «послідовність») — два паралельні кола по чотири послідовно з'єднаних двигуна в кожному, на кожному двигуні 3000/4 = 750 В;
- Паралельне з'єднання (паралельним називається умовно, бо дане паралельне підключення двигунів на напругу 1,5 кВ до мережі на 3 кВ неможливо) — чотири кола по два послідовно з'єднаних двигуна, на кожному двигуні 3000/2 = 1500 В.

У країнах СНД на трамваях перемикання двигунів в даний час не застосовується, два варіанти з'єднання двигунів застосовані на вагонах метрополітену Е та 81-717/714 — є дві групи по два послідовно з'єднаних двигуна в кожній, у позиції ПС перемикача положень групи з'єднуються послідовно (номінальну напругу на струмоприймачі 750 В, на групі 375 В, на двигуні 187,5 В), у позиції ПП паралельно (750 В на групу, 375 В на двигун).

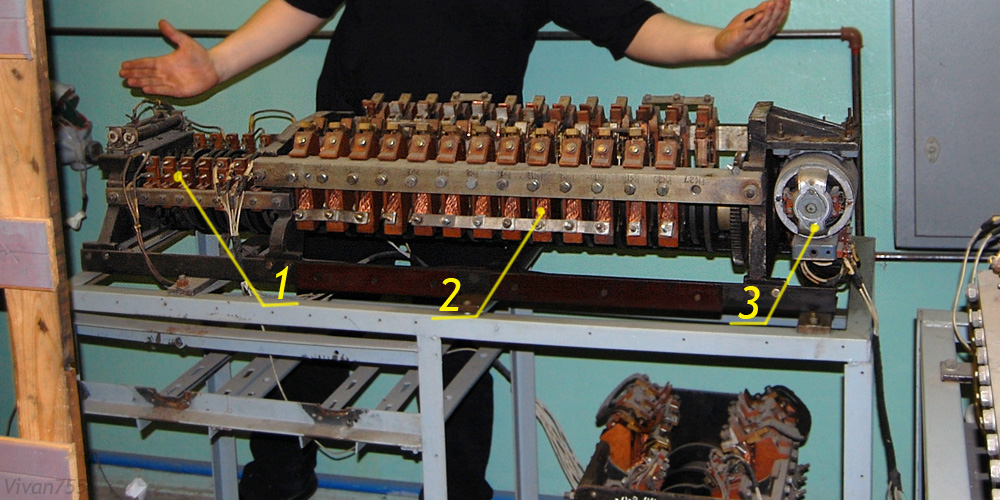
Силовий контролер ЕКГ-17И вагона метро типу Е

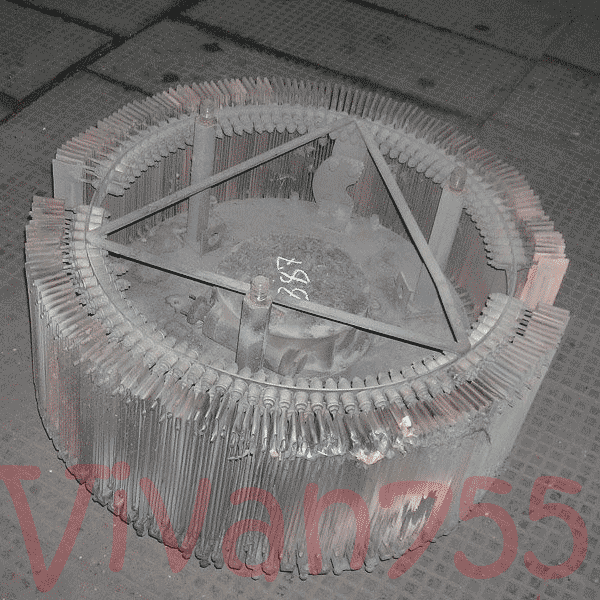
Прискорювач трамвая Т3

### Другий метод регулювання
Другий метод регулювання — зміна опору якірного кола — здійснюється введенням в коло якоря баластних опорів, об'єднаних в пусковий або, у випадку, якщо на транспортному засобі є динамічне гальмування, пуско-гальмівний реостат. Реостат може бути виконаний як окремими резисторами, які перемикаються за допомогою контакторів, так і єдиним апаратом. Такий апарат встановлений на трамваї CKD Tatra T3, складається з 99-ти розташованих по колу мідних контактів (пальців) з припаяними до них М-подібними резисторами і ковзного по контактам мідного ролика, що приводиться в рух серводвигуном.
З огляду на те, що при реостатному пуску енергія розсіюється на реостаті згідно з формулою: {\displaystyle P=I^{2}*R}, де I — струм двигуна, R — опір реостата, P — розсіювана потужність, цей вид пуску вважається неекономічним. Крім того, нагрівання резисторів може призвести до їх перегорання. Тому тривала їзда транспортного засобу на реостатних позиціях реостатного контролера не допускається, а часто передбачено ще й активний обдув опорів — наприклад, спеціальним вентилятором обдуваються прискорювач трамвая Tatra T3, реостати електровозів ЧС7 та ВЛ82, а на тролейбусах ЗиУ-9 та БТЗ-5276-04 повітря, яке охолоджує реостати в зимовий час, прямує через заслінку в салон для опалення, а в літній видувається на вулицю.

### Третій метод регулювання
Третій метод регулювання — ослаблення потоку збудження двигуна. Частота обертання двигуна постійного струму дорівнює ω = (U — IR)/CΦ, тому при зменшенні Φ частота зростає. Так як на електротранспорті збудження двигунів найчастіше всього послідовне, то для ослаблення потоку паралельно обмотці збудження підключаються резистори чи інші шунтуючі пристрої — частина струму проходить по ним в обхід обмотки збудження, Φ знижується, протиерс якоря падає, якірний струм і частота обертання зростають. Через погіршення комутації (підвищення іскріння) на колекторі при роботі на ослабленому порушення, особливо на перехідних режимах, цей спосіб регулювання використовується тільки тоді, коли діапазон інших методів регулювання вже закінчився — реостат виведений, а для переходу на наступне з'єднання занадто мала швидкість або з'єднання останнє. Відсоток струму, що проходить по обмотці збудження, називається коефіцієнтом збудження: якщо 36 % струму проходить по обмотці, а 64 % по шунту, то це називається ослабленням збудження до 36 %.
На електровагонах метрополітену типу Е, електропоїздах ЕР2, електровозах ослаблення збудження (ОЗ; старий термін — ослаблення поля, ОП) використовується на всіх з'єднаннях. На електровагонах 81-717/714 ослаблення використовується лише на паралельному з'єднанні, аналогічно на електропоїздах змінного струму ЕР9 — тільки при одночасному включенні обмоток трансформатора. У свою чергу, на електровозах ВЛ10 та деяких інших на паралельному з'єднанні, коли комутація і так незадовільна через граничну напругу на колекторах (1,5 кВ і вище), через згадане погіршення комутації дозволено використання лише двох ступенів ОВ з чотирьох. На трамвайних вагонах, наприклад, Tatra T3, КТМ-5 і 71-608, електропоїздах ЕР2т, ЕД4, на яких з'єднання ТЕД постійне послідовне, і тролейбусах, які мають лише один тяговий двигун ослаблення збудження взагалі є єдиним методом економічного регулювання швидкості. На електровозах, що мають незалежне або змішане збудження ТЕД (наприклад, 2ЕС6), використовується також режим посиленого збудження (коли струм збудження більше струму якоря) на якому за рахунок підвищеного Φ двигун не має схильності до розгону — цим майже виключається буксування.